# Garðabær
Garðabær és un municipi i ciutat de la regió metropolitana de Reykjavík, capital d'Islàndia. Actualment és el sisè centre urbà més poblat del país amb una població de 20,116 habitants (1r de gener de 2025).
Els òrgans legislatius de la ciutat són escollits cada quatre anys, essent-ne, l'any 2007, la batllessa Ásdís Troba Bragadóttir.

## Història
La zona sobre la qual s'assenta la ciutat actual ha estat habitada des del segle ix, ja que el Landnámabók hi testifica la presència de dues granges: Vífilstaðanar i Skúlastaðanar. La primera va rebre el seu nom de Vífill, el qual havia estat servent d'Ingólfur Arnarson (el primer colonitzador de l'illa) i, en obtenir la seva llibertat, va decidir establir-se en aquesta zona i crear-hi un assentament.
Fins a l'any 1878, Garðabær va pertànyer a la parròquia d'Álftnashreppur, la qual també incloïa els assentaments d'Álftanes i Bessastaðanar (actualment la residència oficial del president de la nació). L'any 1878 aquesta parròquia va ser dividida en Bessastaðahreppur i Garðarhreppur. Unes dècades més tard, la ciutat de Hafnarfjörður va abandonar la parròquia de Garðarhreppur per esdevindre una localitat independent.
L'àrea inhabitada de Garðarhreppur va començar a poblar-se pels volts de 1960 després d'aprovar-se el primer pla urbanístic l'any 1955. Dels 1.000 habitants censats a la dècada dels seixanta es va passar a més de 4.000 a finals del 1976. Aquell mateix any va obtindre l'estatut de ciutat amb el flamant nom de Garðabær.

## Ciutats agermanades
| - Asker, Noruega - Jakobstad, Finlàndia - Eslöv, Suècia - Tórshavn, Illes Fèroe - Birkerød, Dinamarca |